# ميجان لوبيز
ميجان لوبيز (مواليد 20 أغسطس 1982) هو لاعب مصارع مصارعة يونانية ورومانية،فاز ب 5 ميداليات ذهبية في الأولمبياد.